# Disidentes (banda)
Disidentes es una banda de rock conocida en el circuito under de Argentina. Tienen tres producciones editadas en forma autogestionada.  Su música es una fusión de varios estilos con melodías y letras poéticas.

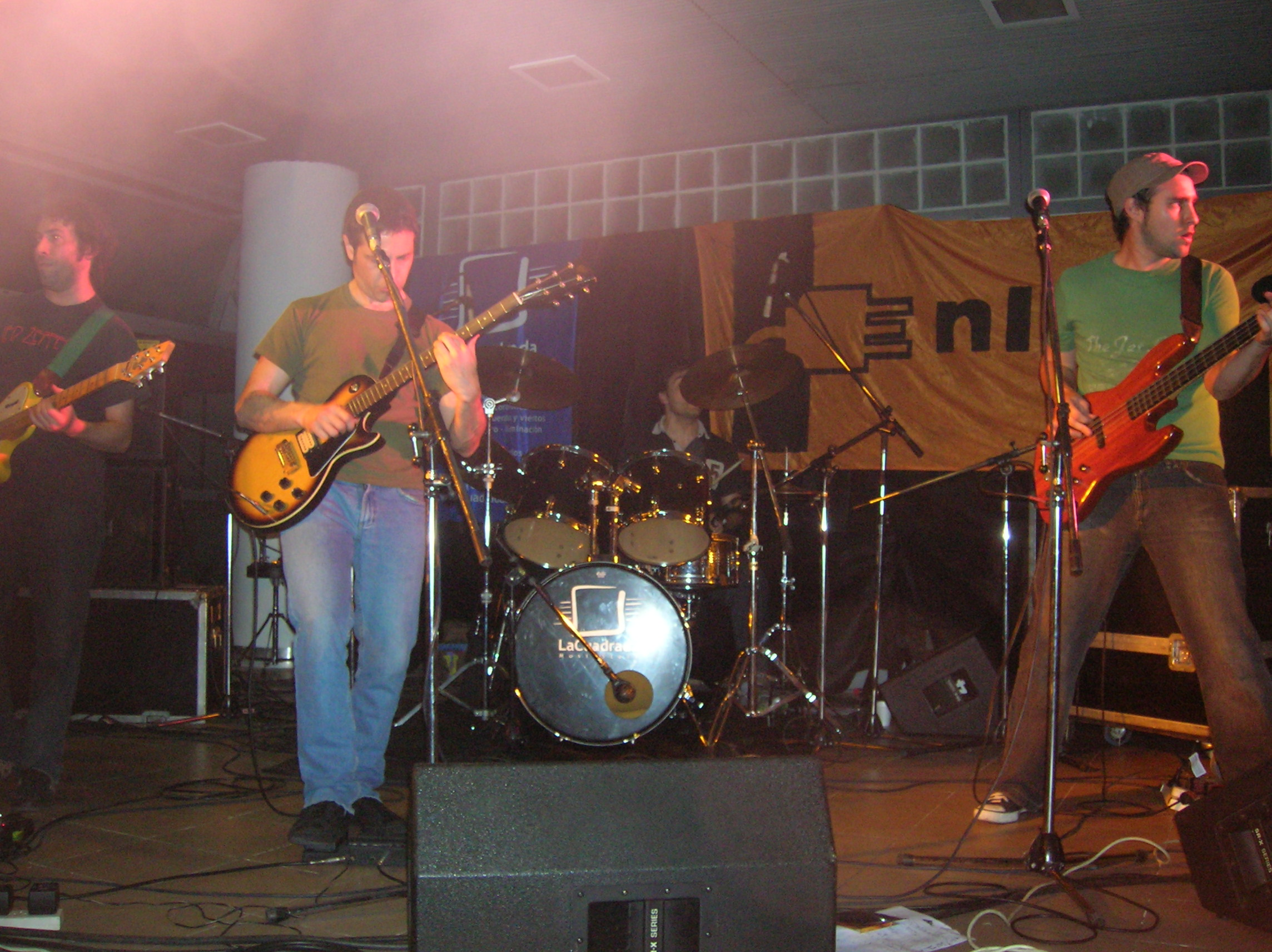

## Primeros años
La historia del grupo  comienza  a escribirse durante 1998 en el partido de General San Martín, provincia de Buenos Aires. Inicialmente, la banda se hace conocida como Los Santos Disidentes y después de algunos ensayos graban un demo con sus primeras canciones y deciden salir a tocar por la costa argentina en el verano de 1999. A comienzos del año 2000 el vocalista viaja a Bahía (Brasil) y se instala allí durante dos años hasta mediados de 2002, cuando la banda se reúne nuevamente ya con el nombre definitivo de Disidentes y graba su primer CD, Rara Sintonía. El disco refleja las ideas musicales de la banda, en búsqueda de un sonido propio y donde aparecen las influencias rock, reggae y funk que los músicos venían experimentando.

## Comienzan las giras
En enero de 2003 llegan una vez más a la costa atlántica para comenzar la Rara Gira por Villa Gesell. De regreso en Buenos Aires, comienzan a dar shows en Artefacto, el espacio cultural donde la banda ensaya y arma sus proyectos. Para fin de año organizan una serie de fechas en Puerto Iguazú, Misiones, y reciben el 2004 haciendo presentaciones también en Córdoba, San Pedro y Baradero. Luego de cumplir con los shows programados, la banda comienza a grabar su segundo CD, Lo Que Será, que sirve como adelanto del próximo trabajo y como inicio de la Gira Quebrada que los lleva a tocar por la provincia de Jujuy en varias ocasiones durante todo el año 2005.

## Ojo Nómade
La banda se dedica preparar la producción de Ojo Nómade. El disco resume los años de vida de Disidentes a través de temas nuevos y versiones de otros que habían aparecido en las grabaciones anteriores. Mientras tanto, se lanza Fusión Difusión, un compilado que además trae archivos de fotos y gráfica de diferentes fechas y giras, mientras siguen presentándose por Buenos Aires y Córdoba y Jujuy. En el verano de 2007, luego de unas vacaciones por Brasil, se edita Ojo Nómade y se realizan numerosas fechas para apoyar el lanzamiento del disco. A finales de ese año, se concreta una nueva visita a Jujuy, agregando dos noches en Salta. En 2008 la banda comienza a preparar nuevos temas para grabar sin dejar de lado las presentaciones en vivo, ya que a mediados de octubre viajan nuevamente a Córdoba para tocar y se confirma su participación en el Cosquín Rock. El nuevo año encuentra a Disidentes tocando en el escenario UMI en la versión 2009 del festival para luego continuar con una fecha en Gualeguaychú, Entre Ríos y más presentaciones en Buenos Aires antes de empezar con las sesiones de grabación para un nuevo álbum.

## Actualidad
Actualmente la banda está trabajando en su próximo álbum a editarse en algún momento del 2010. Mientras tanto siguen tocando y haciendo preparativos para nuevas giras, afirmando una vez más que la banda vive a través de su música, sus viajes y el contacto permanente con la gente.